# 千灯杯海峡両岸都市囲棋対抗戦
千灯杯海峡両岸都市囲棋対抗戦（千灯杯海峡两岸城市围棋对抗赛）は、中国と台湾の2都市による囲碁の対抗戦で、2009年から2年ごとに開催、崑山市の千灯鎮で行われる。
- 主催 中国棋院、崑山市人民政府
- 賞金総額 12万元（勝者チーム8万元）

## 第1回
2009年10月に、北京と台北による対抗戦4局を行った。
北京 3-1 台北
陳耀燁 ○-× 周俊勲
聶衛平 ×-○ 陳詩淵
孔傑 ○-× 林至涵
柁嘉熹 ○-× 蕭正浩

## 第2回
2011年10月に、上海と台北による対抗戦6局を行った。勝利チームに8万元の賞金が贈られた。
上海 5-1 台北
常昊 ○-× 陳詩淵
邱峻 ×-○ 林至涵
張璇 ○-× 蘇聖芳
常昊 ○-× 林至涵
邱峻 ○-× 陳詩淵
張璇 ○-× 蘇聖芳

## 第3回
2013年10月に、南京と台北による対抗戦8局を行った。
南京 8-0 台北
羋昱廷 ○-× 陳詩淵
劉曦 ○-× 王元均
黄雲嵩 ○-× 林君諺
於之瑩 ○-× 黒嘉嘉
黄雲嵩 ○-× 陳詩淵
羋昱廷 ○-× 王元均
劉曦 ○-× 林君諺
於之瑩 ○-× 黒嘉嘉